# Swamp Thing
Pour les articles homonymes, voir Swamp Thing (homonymie).
Ne doit pas être confondu avec l'Homme-chose (Man-Thing)
 (septembre 2019).
La Créature du marais ou La Créature des marais (« Swamp Thing » en version originale) est le personnage principal de la série de bande dessinée américaine du même nom créée dans les années 1970 par Len Wein et Berni Wrightson.
Elle connaît un renouveau dans les années 1980 grâce à Alan Moore qui signe une œuvre définitive du futur label Vertigo de DC Comics où la série continue.

## Synopsis
Le docteur Alec Holland, chercheur sur les capacités bio-restauratrices, se retrouve isolé avec sa femme afin de poursuivre ses recherches au milieu d'un marais de Louisiane. Ses découvertes attirent la convoitise d'une entreprise peu scrupuleuse, et lui et sa femme deviennent les victimes d'une bombe placée dans le laboratoire. Alec Holland gisant dans le marais où s'est déversé le résultat de ses recherches se trouve transformé en "la Créature du marais", Swamp Thing, du moins c'est ce que croit Swamp Thing lui-même.
Mais la créature apprend de la bouche du savant fou Jason Woodrue, alias Floronic Man/L'homme floronique, qu'il n'est pas réellement Alec Holland, mais une créature végétale qui possède ses souvenirs. Swamp Thing est en fait un esprit élémentaire qui va découvrir toute l'étendue de ses pouvoirs (cette conception du personnage est l'apport d'Alan Moore).
Amoureux de Abigail Arcane, il finira par trouver le bonheur à ses côtés après une vie difficile.
Ce personnage est très lié à Anton Arcane, le plus souvent simplement appelé Arcane (l'oncle d'Abigail, qui a reconstruit son propre frère Gregori Arcane, le père d'Abigail, devenu ainsi le grotesque Patchwork Man, et qui n'a cessé de tourmenter sa nièce, notamment depuis que celle-ci a commencé à entretenir une relation romantique avec Swamp Thing) qui est son pire ennemi, Etrigan le démon ainsi que John Constantine (qui a d'ailleurs fait son apparition dans cette série, sous la plume d'Alan Moore : il aide Swamp Thing à prendre conscience de sa véritable nature et donc de ses pouvoirs, et plus tard, il l'aide à se réconcilier avec l'archétype humain qui est sa conscience, celle d'Alec Holland).

## Pouvoirs et capacités
À l'origine, le Swamp Thing ne dispose que d'une force surhumaine, de régénération et de résistance physique. Il ne ressent pas la douleur physique ou les blessures corporelles comme un humain.
Certains autres pouvoirs seront ajoutés suivant les publications. Il peut se faire découper ou exploser sans dommage, contrôler toute forme de vie végétale et d'autres éléments naturels. Il peut aussi déformer son corps sous forme de végétaux (comme ses tubercules psychotropes). Il peut aussi pratiquer le voyage astral (dans le Vert, la conscience collective des végétaux, mais aussi d'autres mondes et plans métaphysiques, y compris les Royaumes de l'Au-Delà), ou la téléportation en n'importe quel point qui recèle une vie végétale, y compris extraterrestre. Il peut aussi faire passer sa conscience d'un végétal à un autre et peut se décharger d'un corps physique pour en investir un autre qu'il crée instantanément à partir des végétaux environnants. La créature semble aussi manifester des dons de télépathie ou d'empathie.

## Publications
En France, Swamp Thing fut longtemps appelé La Créature du Marais. La série fut d'abord publiée en noir et blanc au sein de la revue petit format Spectral, avant d'être rééditée dans un format moyen et en couleurs, puis en grand format couleur, toujours chez l'éditeur Arédit/Artima.
- Spectral 1re série : 15 numéros de septembre 1974 à juillet 1977
- Spectral 2e série : 25 numéros de janvier 1978 à janvier 1984 (pas dans tous les numéros)
- Spectral 3e série : 16 numéros de mai 1985 à avril 1988.
- La Créature du Marais (format moyen) : 4 numéros de mars 1982 à septembre 1982 (réédition des premiers épisodes)
- La Créature du Marais (grand format) : 3 numéros de mars 1983 à novembre 1983.

Des albums ont paru chez Delcourt à partir de 1998, dont une intégrale rééditant les premiers épisodes. Ces albums sont en noir et blanc.
- Swamp Thing T1 : Racines (1998), Swamp Thing v2 #21-24 Alan Moore
- Swamp Thing T2 : Invitation à la peur (1999), Swamp Thing v2 #25-28 Alan Moore

- Swamp Thing intégrale T1 : Genèse (2004), Swamp Thing v1 #1-10 et House of secrets #92 Len Wein et Berni Wrightson
- Swamp Thing intégrale T2 : Amour & mort (2004), Swamp Thing v2 #21-34 et Annual 2 Alan Moore et House of secrets #92 Len Wein et Berni Wrightson
- Swamp Thing intégrale T3 : La malédiction (2005), Swamp Thing v2 #35-45 Alan Moore

Les éditions Panini ont entrepris en 2010 la réédition en 6 parties des épisodes d'Alan Moore (v2 #20-64).
- Swamp Thing T1 La Créature du Marais (2010) : contient les épisodes US Swamp Thing v2 #20-27
- Swamp Thing T2 Mort et Amour (2011) : contient les épisodes US Swamp Thing v2 #28-34

Avec la reprise de la licence DC par Urban Comics en 2012, la nouvelle série de Swamp Thing par Scott Snyder et Yanick Paquette issue des News 52 est éditée en France :
- Swamp Thing T1 : De Sève et de Cendre (2012) : contient Swamp Thing v5 #1-7
- Swamp Thing T2 : Liens et Racines (2013) : contient Swamp Thing v5 #8-12
- Swamp Thing T3 : Le Nécromonde (2014) : contient Swamp Thing v5 #13-18 + Annual #1
- Le règne de Swamp Thing T1 : La guerre des Avatars (2015) : contient Swamp Thing v5 #19-27 + Annual #2

## Apparitions dans d'autres médias

### Cinéma et OAV
- La Créature du marais (Swamp Thing) de Wes Craven (1982)
- La Créature du lagon : Le Retour (The Return of Swamp Thing) de Jim Wynorski (1989)
- Le Monstre des marais de David Winning  (2008)
- Justice League Dark (vidéo) de Jay Oliva (2017)
- Batman et Harley Quinn (2017)

### Télévision
- Swamp Thing, série d'animation en 5 épisodes de DIC de 1990 à 1991
- Les Nouvelles Aventures de la créature du marais, série télévisée de 72 épisodes de 1990 à 1993
- La Ligue des justiciers : Action, série d'animation diffusé en France depuis 2017
- Gotham, série télévisée diffusée en France entre 2014 et 2019
- Swamp Thing, série télévisée sur la plateforme de streaming DC Universe diffusée en 2019, et disponible en France depuis le 1er juillet 2020 sur Prime Video. Le personnage de Swamp Thing est interprété par Derek Mears.
- Legends of Tomorrow (2020 − saison 5, épisode 1), le personnage de Swamp Thing est interprété par Derek Mears.
- Titans (2023 − caméo saison 4, épisode 9), le personnage de Swamp Thing est interprété par Derek Mears.

### Jeu vidéo
- Swamp Thing  (1992, NES, Game Boy)

DC Universe Online 2011 PS3 PS4 Xbox PC Switch.)
- Injustice 2 (2017, PS4, Xbox One)

### Musique
- Swamp Thing, un titre du groupe Pegboard Nerds (en) sorti via le label Monstercat en 2015 et figurant sur l'album Monstercat 023 - Voyage
- Swamp Thing, un titre du groupe The Chameleons paru en 1986 sur l'album Strange Times